# 삼성 갤럭시 탭 A8
삼성 갤럭시 탭 A8 (Samsung GALAXY Tab A8)는 삼성전자에서 제조/판매하는 안드로이드 태블릿 컴퓨터다.